# قوقال جزري
قوقال جزري (الاسم العلمي:Caucalis daucoides) هو نوع غير مؤكد من النباتات يتبع جنس القوقال من الفصيلة الخيمية                    .	